# Cruz das Almas
Cruz das Almas es un municipio brasileño del estado de Bahía. Su población estimada en 2006 era de 94 283 habitantes.

## Historia
- Emancipación: El municipio de Cruz das Almas fue creado a través de la Ley nº 119 del 29 de julio de 1877, separándose de Sao Felix.

### Población
La población del municipio está en torno a los 60 000 habitantes, con una densidad demográfica de 386,3 hab./km².

## Hidrografía
- Forma parte de las vertientes del río Paraguaçu.

Demografía:
Cruz das Almas População Total 2010 97.219:
Urbana:77.217
Rural:13.567
Mujeres:43.767
Hombres:42.718